# Favolaschia meridae
Favolaschia meridae är en svampart som beskrevs av Singer 1974. Favolaschia meridae ingår i släktet Favolaschia och familjen Mycenaceae.   Inga underarter finns listade i Catalogue of Life.